# Provincia Düzce
Provincia Düzce este o provincie a Turciei cu o suprafață de 3,641 km², localizată în partea de nord-vest a țării.

## Districte
Duzce   este divizată în 8 districte (capitala districtului este subliniată):
- Akçakoca
- Çilimli
- Cumayeri
- Düzce
- Gölyaka
- Gümüșova
- Kaynașlı
- Yığılca

1. ↑   http://www.duzce.gov.tr/genel-bilgi Lipsește sau este vid: |title= (ajutor)
2. ↑   http://www.yerelnet.org.tr/iller/ Lipsește sau este vid: |title= (ajutor)